# Paulo Martins Alves
Paulo Lourenço Martins Alves (* 10. Dezember 1969 in Vila Real, Portugal) ist ein ehemaliger portugiesischer Fußballspieler. Zwischen 1994 und 1996 bestritt der Stürmer 13 Länderspiele für die portugiesische Fußballnationalmannschaft und erzielte dabei acht Tore.
Derzeit ist er als Sportmanager für den Verein Gil Vicente FC in der portugiesischen Primeira Liga tätig, mit dem er in der Saison 2010/2011 aus der Liga de Honra aufstieg.